# سليم آغا
سليم آغا (مواليد حوالي 1826 في السودان، توفي ديسمبر 1875 في ليبيريا)، من مواليد السودان اللذين اختطفوا من قبل تجار الرقيق عندما كان في الثامنة من العمر، ذهب إلى اسكتلندا في عام 1836، ونشأ وتلقى تعليمه على أنه رجل حر. كتب سليم السيرة الذاتية لحياته كعبد، وكتب قصيدة شعرية لبريطانيا وطبعت في أبردين في عام 1846. وكان يحاضر بانتظام في بريطانيا العظمى حول المواضيع الأفريقية. وفي عام 1857 غادر مع وليام بالفور بايكي في رحلة استكشافية لنهر النيجر. وفي وقت لاحق كان يرافق جون هولي غلوفر وريتشارد فرانسيس بيرتون في البعثات الأفريقية. وفي أواخر ستينيات القرن التاسع عشر، انتقل سليم إلى ليبيريا، وربما كان يتطلع إلى الرئاسة؛ وقتل من قبل المتمردين غريبو في عام 1875. 

## طفولته
ولد سليم أغا، وفقا لحسابه الخاص، في وادي تقالي الذي كان يسيطر عليه رئيس وكانت ممتلكاته الرئيسية الآبار الثلاثة. شعب تقالي كان يمارس الزراعة البدائية ورعاية الغنم، كان إيمانهم جنبا إلى جنب الإسلام مع عبادة الشمس الوثنيه. وكان سليم الأكبر في الأسرة، قام والده بتجهيزه وتعليمه لحراثة أرضه الزراعية؛ اختطف من قبل تجار العبيد عندما كان يرعي الماشية. أجبر هو وزملاؤه السجناء على الخروج من تقالي، ونقلوا بين عصابات سودانية وعربية وتركية. وبعد ستة أشهر من الخدمة عند أحدهم، استولى مالك جديد على سليم والذي أقام قافلة متوجهة إلى دنقلا. بعد إقامة قصيرة هناك، تم بيع سليم مرة أخرى. انتهى المطاف إلى سوق الرقيق في القاهرة. وكان سيده التاسع من الأوروبيين (التي تعرف باسم السيد بي في كتاب سليم). وكان عاشره روبرت ثوربورن (السيد ر. ت.)، القنصل البريطاني في الإسكندرية. وقام الملاك الجدد بتدريس سليم اللغة الإنجليزية، وأخذوه في جولة إلى شلالات النيل، ثم أعدوا للرحلة إلى بريطانيا عبر مالطا، وميسينا، ونابولي، والطريق البري إلى مضيق دوفر. 

## سكوتلاندا ولندن
وضع سليم لحراسة جون شقيق القنصل في بيتركولتر بالقرب من أبردين، تم تعميده وتلقى تعليمه في البيت وفي مدرسة محلية. في عام 1846 تم نشر السيرة الذاتية المرتبطة بحياة سليم آغا، أعيد إصداره في عام 1850. وفي عام 1875، وهو عام وفاة سليم، أثارت مذكراته المنشورة في المجلة الجغرافية الجمهور الذي لا يعتقد أن الكتاب كتبه رجل بريطاني أفريقي وغير متعلم. جاء ريتشارد فرانسيس بيرتون إلى دفاعه السابق، مؤكدا أن سليم كان، في الواقع، أفريقي متعلم في اسكتلندا، وقادر على «... عمل أي شيء في فترة وجيزة... أخذ كل عناء الحياة بعيدا عن يدي». 
لا تزال حياته بين عامي 1846 و 1857 موثقة بالكاد، ولكن من المعروف أنه أب لابن واحد على الأقل من امرأة محلية. وقد تم تتبع سلالة سليم في اسكتلندا والولايات المتحدة. بعد مغادرته منزل بيتركولتر في عام 1846 ظهر سليم كمحاضر في بانوراما النيل في المعرض الكبير من 1851؛ قدم التماس إلى لورد بالمرستون من أجل تحسين أفريقيا، قدم فكرة خط سكة حديد بين الشرق والغرب عبر أفريقيا لتسهيل التجارة.

## البعثات الأفريقية
وفي عام 1857 أبحر سليم أغا مع وليام بالفور بايكي في رحلة استكشافية إلى نهر النيجر؛ تم تعيينه تحت قيادة الملازم أول جون هولي غلوفر ورافق الأخير في رحلة خطيرة إلى لاجوس لمساعدة الناجين من حطام السفينة. حاول أن يقود عملية بحث وإنقاذ للبعثة المختلطة بقيادة إدوارد فوجيل، ولكن حل محله بايكي. منذ عام 1860 كان سليم أغا في خدمة ريتشارد فرانسيس بيرتون، الذي أشاد بانتظام بمساعدة سليم وخبرته.

## وفاته
قضى سليم أغا تسع سنوات على الأقل من حياته، 1866-1875، في ليبيريا. كان يعمل في البحث عن الموارد المعدنية، ومسح وادي نهر كافالو الذي كان مجهولا سابقا. وتزامن وصول سليم إلى ليبيريا مع بداية الاشتباكات بين المواطنين الأفارقة المحليين والمهاجرين الساحليين من الولايات المتحدة. وفي عام 1871، تم نفي إدوارد ويلموت بليدن، وزير الخارجية. وتم خلع الرئيس إدوارد جيمس روي، من قبل الغوغاء. وقد قتل سليم بعد أربع سنوات، في وقت كان يعمل فيه كجراح مساعد ولم يشارك في النشاط السياسي. وفقا لنصب نشر في ليبيريا المستقلة 23 ديسمبر 1875، سمح زعيم الغوغو غريبو له الوقت للصلاة المسيحية، ثم «تم تقطيع جسده في جميع الأنحاء، وقطعت رأسه، وتم أخذها إلى مدينته، وألقى الجسم مع هدية [من الكتاب المقدس].»